# 尾沼谷
尾沼谷（おのぬまたに）は富山県黒部市の黒部川水系の谷。僧ヶ岳を源流に深い谷と無数の滝を形成しながら流れ、急流を保ったまま黒部川に合流する。

## 地理
僧ヶ岳の源流を源流とし、深い谷と無数の滝を形成し急勾配のまま黒部川本流へ合流する。谷中で崩壊が多く、下流部では砂防堰堤が集中する。

## 地質
1914年11月に硬砂岩の転石からジュラ紀中期のアンモナイト化石(Perisphinrtes sp.)が発見された。おそらく尾沼谷の上流部に手取層が露出していると思われるが、露頭は発見されていない。

## 自然
尾沼谷左岸は大規模なトチノキ群落が見られる。
源頭部は雪田湿地の植物群落が形成されており、富山県内でやや珍しいものではオオサクラソウやシラネアオイが分布する。
また、尾沼谷はニホンザルの群れが存在することで知られる。

## 流域の自治体
富山県
黒部市

## 流域の観光地
- とちの湯
- 宇奈月温泉事件石碑
- 僧ヶ岳
- 宇奈月温泉スキー場